# Sh2-187
Sh2-187 est une nébuleuse en émission diffuse dans la constellation de Cassiopée. Elle est située à environ 1,5° au nord de l'étoile δ Cassiopeiae (Ruchbah), l'une des étoiles composant l'astérisme "W" caractéristique de la constellation. Ses dimensions sont petites, de l'ordre de 10 minutes d'arc environ, et elle peut être observée avec un puissant télescope d'amateur. La région où elle se trouve apparaît obscurcie par plusieurs filaments de poussière non éclairée, et la nébuleuse elle-même apparaît divisée en deux sections par une bande sombre transversale. La période la plus propice à son observation dans le ciel du soir correspond aux mois d'automne pour l'hémisphère nord, à partir desquels elle apparaît circumpolaire jusqu'aux latitudes subtropicales. depuis l'hémisphère sud, on ne peut l'observer que depuis la ceinture tropicale.
C'est une région HII située sur le bord le plus extérieur du bras d'Orion. Visuellement, elle semble entourée par la nébuleuse obscure LDN 1317. La distance a été estimée par des études spectrophotométriques à environ 1 440 pc (∼4 700 al), grâce à l'observation des étoiles excitatrices du gaz de ce nuage et d'autres environnants. Sa position coïncide avec celle de la source 2MASS J 01230704+6151527. Le nuage appartient à un grand complexe moléculaire, au centre duquel se trouve un jet moléculaire à grande vitesse, provenant d'une source de rayonnement infrarouge cataloguée S 187 IRS, située très près d'une autre source forte, IRAS 01202+ 6133. La partie visible du nuage est entourée d'une vaste enveloppe d'hydrogène neutre, identifiable à des longueurs d'onde différentes de celle du visible, dont la masse totale peut être estimée à environ 7 600 M☉. Son âge peut plutôt être estimé entre 100 et 200 000 ans.
La preuve de la présence de phénomènes de formation d'étoiles peut être identifiée dans les très nombreuses sources infrarouges découvertes dans la nébuleuse, telles que celles qui viennent d'être évoquées dont le jet moléculaire. En particulier, l'une des sources les plus puissantes est IRAS 01202+6133, profondément inséré dans un cocon lumineux dense clairement identifiable en infrarouge (S 187 IRS), dont le pendant en lumière visible est connu sous le nom de S187Hα : elle serait une étoile Ae/Be de Herbig.